# Bandi (víziló)
Bandi (?, 1909 körül – Budapest, 1937) egy a Budapesti Állatkertben élő víziló volt. Számos utódján keresztül máig meghatározó szerepe van az európai vízilóállomány génállományában.

## Élete
Bandi egy vadon befogott hím nílusi víziló volt. A Budapesti Állatkert 1912 márciusában vásárolta meg a Carl Hagenbeck cégtől, az állatért 8.000 aranykoronát fizettek.
Az akkor három esztendős állatot érkezésekor nevezték el Bandinak.
A Budapesti Állatkert vízilómedencéinek feltöltéséhez az 1930-as évek vége óta a Széchenyi gyógyfürdő termálvizét használják: a 2-es kúttól (Szent István-forrás) csővezeték vezet a külső és belső medencéjéhez (mivel a feltörő termálvíz túl forró volna, így hideg vízzel keverve). Korábban tudományos munkában is megjelent, hogy a budapesti vízilovak rendkívüli termékenysége "nem kis mértékben a Széchenyi-fürdő termálvízének köszönhető". Napjainkban Hanga Zoltán úgy nyilatkozott, hogy bár nem bizonyítható, de "kétségkívül amióta belekeverik az állatok vizébe, egyértelműen számottevő a különbség a világ más állatkertjeinek termékenységével szemben".
Bandinak számos utódján keresztül máig meghatározó szerepe van az európai vízilóállomány génállományában; Arannyal való frigyéből 11 utódjuk született.  (Bandi borjai szintén rendkívül termékenyek voltak: a Budapesten élt Kincsem I. 11 borjat, a Rotterdamban élt Kincsem II. 8 borjat hozott a világra.)
Bandi 1937-ben pusztult el.